# Крістін Мінтер
Крістін Мінтер(англ. Kristin Minter; 22 листопада 1965) — американська акторка. Найбільш відомою її роботою є роль Гізер МакКалістер у класичній різдвяній комедії «Сам удома» (1990).
Крім того, Мінтер відзначилася своєю роллю Міранди «Ранді» Фрончак у популярному медичному серіалі «Швидка допомога», в якому вона знімалася з 1995 по 2003 рік.

## Кар'єра
У 1990 році Крістін Мінтер зіграла рольГізер, старшої кузини головного героя Кевіна МакКалістера (у виконанні Маколея Калкіна) у фільмі «Сам удома». Ця різдвяна комедія стала справжнім хітом і заробила майже 500 мільйонів доларів по всьому світу, ставши одним із найбільш касових фільмів свого часу. Але, Гінтер не повернулася у сиквел «Сам удома 2: Загублений у Нью-Йорку», який вийшов через два роки, ставши однією з лише трьох основних акторів, які не з'явилися у продовженні.
У 1991 році Мінтер виконала роль Кеті Вінслоу у фільмі «Холодний, як лід», де її партнером був популярний репер Ванілла Айс. За цю роль вона була номінована на премію «Золота малина» у категорії Найгірша нова зірка, що стало знаковим моментом у її кар'єрі. Крім того, Мінтер зіграла Рейчел МакЛауд у трьох епізодах серіалу «Горець», «Визволення» та «Обіцянки». Вона також брала участь у ряді інших телевізійних шоу, зокрема, здобула популярність у серіалі «Швидка допомога», де грала роль Міранди «Ранді» Фрончак у 72 епізодах з 1995 по 2003 рік. Пізніше Мінтер з'явилася в хорор-фільмі «Excess Flesh», де виконала роль Ніни.

## Особисте життя
Крістін Мінтер намагається зберігати своє особисте життя в тіні, однак відомо, що вона зацікавлена у різних аспектах мистецтва та культури. Вона активно підтримує благодійні ініціативи, зокрема в сфері охорони здоров'я та прав людини. Мінтер також має захоплення живописом та фотографією.

## Фільмографія

### Фільми
| Рік  | Назва                                             | Оригінальна назва                                   | Роль                 |
| ---- | ------------------------------------------------- | --------------------------------------------------- | -------------------- |
| 1990 | Сам удома                                         | Home Alone                                          | Гізер Маккаллістер   |
| 1991 | Холодний як лід                                   | Cool as Ice                                         | Кеті Вінслоу         |
| 1992 | Померли                                           | Passed Away                                         | Кузина Карен         |
| 1992 | Пейзаж затоки 2042                                | Bayscape 2042                                       | Агент Людина         |
| 1994 | Там йде моя крихітка                              | There Goes My Baby                                  | Трейсі               |
| 1994 | Спалахнула пожежа                                 | Flashfire                                           | Ліза Кейтс           |
| 1995 | Кнопка коханця                                    | Lover's Knot                                        | Шеріл                |
| 1996 | Дикун                                             | Savage                                              | Марі Бело            |
| 1997 | Храм феноменальних речей                          | The Temple of Phenomenal Things                     | Моніка               |
| 1998 | Ефекти магії                                      | The Effects of Magic                                | Зебра                |
| 1999 | Жива Діва                                         | Live Virgin                                         | С'юзі                |
| 1999 | Тайрон                                            | Tyrone                                              | Стелла               |
| 2000 | Відступник                                        | The Apostate                                        | Шарлотта             |
| 2000 | Тік-так                                           | Tick Tock                                           | Карла                |
| 2000 | Діамантові люди                                   | Diamond Men                                         | Чері                 |
| 2000 | Король відкритих мікрофонів                       | King of the Open Mics                               | Гіна                 |
| 2000 | За швами                                          | Behind the Seams                                    | Джо                  |
| 2001 | Весілля для Белли                                 | A Wedding for Bella                                 | Лукка                |
| 2001 | Короткозорість                                    | Myopia                                              | Клер                 |
| 2002 | В очікуванні Анни                                 | Waiting for Anna                                    | Анна                 |
| 2002 | 1 березня                                         | March 1st                                           | Стефані              |
| 2002 | Сірий між ними                                    | The Gray in Between                                 | С'юзі                |
| 2003 | Випрямити Америку                                 | Straighten Up America                               | Гелен                |
| 2005 | В одну мить                                       | In the Blink of an Eye                              | Рейна                |
| 2008 | Шість сексуальних сцен і вбивство                 | Six Sex Scenes and a Murder                         | Рейган Прайс         |
| 2009 | Мертво закохані                                   | Dead in Love                                        | Сара                 |
| 2010 | Що, якби…                                         | What If…                                            | Синтія               |
| 2011 | Плямистість                                       | Blur                                                | Кендіс               |
| 2013 | Їжте дух Їжте                                     | Eat Spirit Eat                                      | Міс Парісян          |
| 2015 | Надлишок плоті                                    | Excess Flesh                                        | Ніна                 |
| 2015 | Вогняне місто: Кінець світу                       | Fire City: End of Days                              | Джен                 |
| 2015 | 7-й секрет                                        | 7th Secret                                          | Ліз Ломбарді         |
| 2015 | Медовий клей                                      | Honeyglue                                           | Тітка Ліза           |
| 2016 | Брудний                                           | Dirty                                               | Капітан Скотт        |
| 2017 | Лізо, Лізо, Небо сіре                             | Liza, Liza, Skies Are Grey                          | Мати                 |
| 2018 | Зіткнення сумнівного DN пані Амперсанд Доттінгтон | The Clash of Ms. Ampersand Dottington's Dubious DNA | Кітті Паттерсон      |
| 2022 | 7-й секрет                                        | 7th Secret                                          | Ліз — сестра Марісси |

### Телебачення
| Рік       | Назва                   | Оригінальна назва              | Роль                        | Примітки                 |
| --------- | ----------------------- | ------------------------------ | --------------------------- | ------------------------ |
| 1989      | Живі ляльки             | Living Dolls                   | Дженна                      | 1 епізод                 |
| 1990      | Аутсайдери              | The Outsiders                  | Шейла                       | Періодичні ролі          |
| 1993      | Місяць над Маямі        | Moon Over Miami                | Ребека                      | 1 епізод                 |
| 1994      | Сімейний альбом         | Family Album                   | Валері Тейер                | Телевізійний міні-серіал |
| 1995      | Університетська лікарня | University Hospital            | Дебра Вон                   | 2 епізоди                |
| 1995      | Свинарник               | Pig Sty                        | Христина                    | 1 епізод                 |
| 1995      | Занепалі ангели         | Fallen Angels                  | Сью Гемблтон                | 1 епізод                 |
| 1995      | Тато, ангел і я         | Dad, the Angel & Me            | Рита                        | Телевізійний фільм       |
| 1995–1996 | Горець                  | Highlander: The Series         | Рейчел Маклеод              | 3 епізоди                |
| 1995–2003 | Швидка допомога         | ER                             | Міранда «Ренді» Фрончак     | Періодичні ролі          |
| 1996      | Кунг-фу: Легенда триває | Kung Fu: The Legend Continues  | Емма                        | 1 епізод                 |
| 1998      | Сірка                   | Brimstone                      | Дженіс Новак                | 1 епізод                 |
| 2000      | G проти E               | G vs E                         | Енналіз                     | Періодичні ролі          |
| 2001      | Провіденс               | Providence                     | Алекс                       | 1 епізод                 |
| 2001      | Поліція Нью-Йорка       | NYPD Blue                      | Кенда                       | 1 епізод                 |
| 2003      | Джон Доу                | John Doe                       | Шарлотта Вільямс            | 1 епізод                 |
| 2004      | Halo 2                  | Halo 2                         | ІЛБ: Софія Босседон (голос) | Відеогра                 |
| 2004      | Головний госпіталь      | General Hospital               | Джордан Бейнс               | —                        |
| 2005      | Сліпе правосуддя        | Blind Justice                  | Шеріл Вітті                 | 1 епізод                 |
| 2005      | Розслідування Джордан   | Crossing Jordan                | Сара                        | 1 епізод                 |
| 2006      | Пеппер Денніс           | Pepper Dennis                  | Бембі                       | 1 епізод                 |
| 2006      | CSI: Місце злочину      | CSI: Crime Scene Investigation | Хукер                       | 1 епізод                 |
| 2007      | Бруд                    | Dirt                           | Дана Прітчард               | 1 епізод                 |
| 2009      | Частини тіла            | Nip/Tuck                       | Кітті                       | 1 епізод                 |
| 2010      | Менталіст               | The Mentalist                  | Шугар                       | 1 епізод                 |
| 2013      | Залізна сторона         | Ironside                       | Івана                       | 2 епізоди                |
| 2013      | Рей Донован             | Ray Donovan                    | Лайза Гендрікс              | 2 епізоди                |
| 2017      | Довідник                | The Look-Book                  | Кірстен                     | 1 епізод                 |
| 2017      | Це — ми                 | This Is Us                     | Міс Добсон                  | 1 епізод                 |
| 2020      | Кайфтаун                | Hightown                       | Джина                       | 2 епізоди                |